# Ajak
Ajak là một làng thuộc hạt Szabolcs-Szatmár-Bereg, Hungary. Làng này có diện tích 24,76 km², dân số năm 2010 là 3645 người, mật độ 147 người/km².